# Pod Bożą Męką
Pod Bożą Męką – część wsi Przeginia w Polsce, położona w województwie małopolskim, w powiecie krakowskim, w gminie Jerzmanowice-Przeginia.
W latach 1975–1998 Pod Bożą Męką administracyjnie należało do województwa krakowskiego.